# Antoine Leautey
Antoine Leautey, né le 14 avril 1996 à Versailles, est un footballeur français évoluant au poste de milieu offensif à l'Amiens SC.

## Biographie

### US Boulogne (2016-2017)
Antoine Leautey joue son premier match professionnel avec l'US Boulogne contre le FC Chambly Oise le 12 août 2016. Il commence la saison 2016-2017 comme remplaçant avant de devenir titulaire indiscutable à partir de la 6e journée, pour finir avec 28 matchs joués, dont 24 titularisations.

### Chamois Niortais (2017-2020)
Antoine Leautey joue son premier match avec le Chamois Niortais FC en Ligue 2 le 28 juillet 2017, lors de la réception de l'AC Ajaccio. La rencontre se solde par un score nul et vierge. 
Il inscrit son premier but dans ce championnat deux semaines plus tard, lors de la réception de l'AJ Auxerre (victoire 2-0).

### Gil Vicente (2020-2022)
Le 6 août 2020, il signe au Gil Vicente en Primeira Liga au Portugal.

### Amiens SC (2022-)
Au mercato estival 2022, Antoine Leautey fait son retour en Ligue 2 et signe à l'Amiens SC pour 3 ans dans le club picard. Replacé dans un rôle de piston droit, il s'impose très vite dans l'équipe picarde et devient un titulaire indiscutable.

## Statistiques
| Saison                | Club                  | Championnat           | Championnat | Championnat | Championnat | Coupe(s) nationale(s) | Coupe(s) nationale(s) | Coupe(s) nationale(s) | Total | Total | Total |
| Saison                | Club                  | Division              | M.          | B.          | P.d.        | M.                    | B.                    | P.d.                  | M.    | B.    | P.d.  |
| 2016-2017             | US Boulogne           | National              | 28          | 3           | 6           | 2                     | 0                     | 0                     | 30    | 3     | 6     |
| Sous-total            | Sous-total            | Sous-total            | 28          | 3           | 6           | 2                     | 0                     | 0                     | 30    | 3     | 6     |
| 2017-2018             | Chamois niortais      | Ligue 2               | 33          | 2           | 4           | 4                     | 0                     | 0                     | 37    | 2     | 4     |
| 2018-2019             | Chamois niortais      | Ligue 2               | 33          | 2           | 5           | 3                     | 0                     | 0                     | 36    | 2     | 5     |
| 2019-2020             | Chamois niortais      | Ligue 2               | 27          | 1           | 2           | 5                     | 1                     | 0                     | 32    | 2     | 2     |
| Sous-total            | Sous-total            | Sous-total            | 93          | 5           | 11          | 12                    | 1                     | 0                     | 105   | 6     | 11    |
| 2020-2021             | Gil Vicente FC        | Primeira Liga         | 25          | 1           | 1           | 2                     | 0                     | 0                     | 27    | 1     | 1     |
| 2021-2022             | Gil Vicente FC        | Primeira Liga         | 27          | 2           | 2           | 2                     | 0                     | 0                     | 29    | 2     | 2     |
| Sous-total            | Sous-total            | Sous-total            | 52          | 3           | 3           | 4                     | 0                     | 0                     | 56    | 3     | 3     |
| 2022-2023             | Amiens SC             | Ligue 2               | 36          | 4           | 6           | 1                     | 0                     | 0                     | 37    | 4     | 6     |
| 2023-2024             | Amiens SC             | Ligue 2               | 36          | 3           | 4           | 2                     | 0                     | 0                     | 38    | 3     | 4     |
| Sous-total            | Sous-total            | Sous-total            | 72          | 7           | 10          | 3                     | 0                     | 0                     | 75    | 7     | 10    |
| Total sur la carrière | Total sur la carrière | Total sur la carrière | 259         | 24          | 30          | 21                    | 1                     | 0                     | 280   | 25    | 30    |